# Hiéroglyphe égyptien K6
Le hiéroglyphe égyptien K6 (écaille de poisson) est classifiée dans la section K « Poissons et parties de poissons » de la liste de Gardiner ; cet hiéroglyphe y est noté K6.

## Représentation
Il représente une écaille de poisson aussi représentée à l'horizontale. Il est translittéré nšmt. 

## Utilisation
| n · S | m | t · K6 |

| n · S | m | t · K6 |